# Slægt (biologi)
 For alternative betydninger, se Slægt. (Se også artikler, som begynder med Slægt)
| Biologisk klassifikation                                                             |
| ------------------------------------------------------------------------------------ |
| Domæne Rige Række / Division Klasse Orden Familie Tribus Slægt Art Underart Varietet |

En slægt er i biologisk systematisk en kategori, som omfatter en eller flere arter. En eller flere nærstående slægter indgår i en familie. Slægt er altså et snævrere begreb end familie, hvilket kan være forvirrende, da det oftest er modsat i forhold til slægt og familie blandt mennesker. En slægt med blot en art kaldes monotypisk. En slægt med mange arter kan opdeles i flere underslægter, og disse kan igen opdeles i sektioner.
Som ved andre taksonomiske kategorier (på nær arten) er det et skønsspørgsmål, hvilken gruppe af arter, man vælger at kalde en slægt. Arter, der er nært beslægtede med hinanden placeres i samme slægt.
Slægt hedder Genus på latin.